# Tisza
De Tisza (Roemeens, Slowaaks: Tisa; Servisch: Тиса, Tisa; Oekraïens: Тиса, Tysa; Duits: Theiß) is de voornaamste zijrivier van de Donau. De rivier meet 962 kilometer (voorheen 1420 kilometer) en het stroomgebied 157.220 km². De rivier wordt tegenwoordig meestal met haar Hongaarse naam aangeduid (584 kilometer verloopt op Hongaars grondgebied). In de overige landen, op Oekraïne na, waar de rivier doorheen stroomt wordt de naam weliswaar anders geschreven, maar hetzelfde uitgesproken.
De rivier ontspringt op Oekraïens grondgebied in de Beskiden (de centrale Karpaten) en heeft twee bronrivieren: bij Rachiv verenigen de Witte Tisza en de Zwarte Tisza zich. Vanaf de samenvloeiing met de Vișeu vormt de Tisza de Oekraïens-Roemeense grens. Na 63 kilometer volgt een tweede gedeelte binnen de grenzen van Oekraïne, waarna de Tisza vanaf het plaatsje Tiszabecs over een afstand van 25 kilometer de Oekraïens-Hongaarse grens vormt. Er volgen vanaf Szatmárcséke zeventig kilometer op Hongaars grondgebied. Hier komt de Szamos (Roemeens: Someș) erbij en eindigt de bovenloop van de rivier.
Dan volgt vanaf Lónya wederom een grenstraject: eerst 17 kilometer Hongaars-Oekraïense grens en dan vijf kilometer Hongaars-Slowaakse grens. Vervolgens doorkruist de rivier van noord naar zuid Hongarije (Hongaarse Laagvlakte). De vele grote bochten zijn hier inmiddels afgesneden. Onderweg passeert de rivier het wijnstadje Tokaj, de industriestad Szolnok en de universiteitsstad Szeged en neemt zij na de Szamos ook de Bodrog, Sajó (Slowaaks: Slaná), Körös (Roemeens: Criș) en Maros (Roemeens: Mureș) op.
Voorbij Szeged, waar de Maros in de Tisza stroomt, passeert de rivier de grens met Servië en doorkruist zij de Vojvodina. Na 160 kilometer mondt zij bij Titel tussen Novi Sad en Belgrado uit in de Donau.
De rivier is berucht wegens haar talrijke overstromingen. In 1879 werd de stad Szeged grotendeels verwoest door het rivierwater. Ook in maart 2001 richtte de rivier veel schade aan, ditmaal langs de bovenloop.
Op 31 januari 2000 werd de rivier door een andere ramp getroffen: door een ongeluk in een goudmijn in Roemenië liep cyanide een rivier in die via de Szamos afwatert op de Tisza. Deze ecologische catastrofe doodde al het leven in de rivier. Hiervan is zij zich nu aan het herstellen.
De Tisza is op initiatief van de staatsman István Széchenyi tussen 1846 en 1880 gereguleerd en aanmerkelijk verkort (van 1420 naar 962 kilometer), waarbij een groot aantal dode armen ontstond. Het verval van de rivier nam toe van 3,7 cm tot 6 cm per kilometer en het water doet sindsdien over het traject van de monding van de Szamos tot de stad Szeged één à twee weken in plaats van twee maanden. De rivier is over een afstand van 780 kilometer bevaarbaar.
Deze rivier vormde in de tijd van Ottomaans Hongarije de grens tussen het gebied dat bestuurd werd door de sultan en vorst van Transsylvanië. Na de herovering van Hongarije, door Oostenrijk kwam het gebied Partium terug bij Hongarije, sinds 1920 ligt het grootste deel van dit gebied in Roemenië, op het comitaat Hajdú-Bihar in Hongarije na en ligt het deels in Vojvodina en in Transkarpatië.
- Gemeinsame Normdatei: 4106223-1
- Library of Congress Control Number: sh85135599
- Nationale Bibliotheek van Tsjechië: ge238325
- Nationale Bibliotheek van Israël: 987007538933305171
- Virtual International Authority File: 47148570662024311518